# عبد الحي الحسني
عبد الحي بن فخر الدين بن عبد العلي الحسني الطالبي (1286 - 1341 ه‍ / 1869 - 1923 م) باحث مؤرخ هندي عربي الأصل.
انتقل أحد أجداده (قطب الدين) من بغداد إلى غزنة في فتنة المغول، ودخل الهند مجاهدا، وتولى مشيخة الإسلام في دلهي، واستقرت ذريته في الهند. ولد في زاوية السيد علم الله (على ميلين من بلدة رأي بريلي، من أعمال لكهنوء) وقرأ الفقه والأدب وبعض كتب الطب في لكهنوء، واستقر فيها مديرا لأعمال (ندوة العلماء) وتوفي ودفن بظاهر بلدة رأي بريلي. له تصانيف، منها (نزهة الخواطر وبهجة المسامع والنواظر - ط) ثلاثة أجزاء منه، جعل أحدها ذيلاً للدرر الكامنة لابن حجر، و(جنة المشرق ومطلع النور المشرق - خ) في جغرافية الهند وأخبار ملوكها وخطوطها وآثارها، و(معارف العوارف في أنواع العلوم والمعارف - ط) باسم (الثقافة الإسلامية في الهند) و(تلخيص الأخبار) في الحديث، وكتاب (الغناء). وكلها بالعربية. وصنف كتبا بلغة الأردو شعراً وأدباً وتراجم وتاريخاً.
توفي عام 1341 هـ/1923 م.

## نسبه
هو عبد الحي بن فخر الدين بن عبد العلي بن علي محمد بن أكبر شاه بن محمد شاه بن محمد تقي بن عبد الرحين بن هداية الله بن إسحاق بن مُعظَّم بن أحمد بن محمود بن علاء الدين بن قطب الدين بن صدر الدين بن زين الدين بن أحمد بن علي بن قيام الدين بن صدر الدين بن ركن الدين بن نظام الدين بن قطب الدين محمد بن رشيد الدين أحمد بن يوسف بن عيسى بن حسن بن حسين بن جعفر بن قاسم بن عبد الله بن حسن بن محمد النفس الزكية بن عبد الله المَحض بن الحسن بن الحسن بن علي بن أبي طالب.

## سيرته ودراسته
ولد عبد الحي في 18 رمضان 1286 هـ / 21 ديسمبر 1869 م في زاوية السيد علم الله على ميل من بلدة راي بريلي من أعمال لكناو. قرأ الكتب الدراسية من الصرف والنحو والفقه والأصول والتفسير والمعقولات على أشهر علماء لكهنو مثل محمد نعيم الفرنگي محلي والشيخ فضل الله وغيرهما، ثم سافر إلى بهوپال فقرأ سائر الكتب على القاضي عبد الحق والرياضي على أحمد الديوبندي والحديث على حسن بن محسن الأنصاري اليماني، والطب على عبد العلي. ثم رجع سنة 1311 هـ إلى لكهنو ورغب إلى تحصيل الطب فقرأ طرفاً من كتاب القانون على الطبيب الشهير عبد العزيز، وأخذ يُحصل الطب العملي في مستوصف الطبيب عبد العلي، وابنه الشهير عبد الولي بن عبد العلي.

ثم رحل وسافر إلى دهلي وپاني پت وسهارنپور وسرهند، وديوبند واجتمع بالعلماء والمشايخ منهم رشيد أحمد الگنگوهي والمحدث نذير حسين الدهلوي، وعبد الرحمن الپاني پتي وأجازوه.

ثم اتي الشيخ الكبير فضل الرحمن الگنج مُراد آبادي فبايعه وأخذ بعد وفاة شيخه عن صهره الشيخ ضياء النبي وأبيه السيد فخر الدين وبعض أصحاب الشيخ عبد السلام الهسوي وأجازه ضياء النبي وأبوه السيد فخر الدين، وكتب إليه الإمام امداد الله المهاجر المكي وأجازه.

## وصلات خارجية
1. ↑  الزركلي، خير الدين (1980). "الشَّريف عَبْد الحَيّ النَّدوي". موسوعة الأعلام. موسوعة شبكة المعرفة الريفية. مؤرشف من الأصل في 2019-12-31. اطلع عليه بتاريخ 21 تشرين الأول 2011. {{استشهاد ويب}}: تحقق من التاريخ في: |تاريخ الوصول= (مساعدة)
2. 1 2 3 4  عبد العلي الحسني (1999). الإعلام بمن في تاريخ الهند من الأعلام المسمى بـ«نزهة الخواطر وبهجة المسامع والنواظر» (ط. الأولى). بيروت، لبنان: دار ابن حزم. ص. 23-28.

- مؤلفات الشيخ عبد الحي الحسني بالعربية نسخة محفوظة 21 سبتمبر 2016 على موقع واي باك مشين.
- كتاب العلامة عبد الحي الحسني - عصره - حياته - مؤلفاته للدكتور قدرة الله الحسيني